# Pierre-Joseph Hurth
Pierre-Joseph Hurth, CSC, STD (30 mars 1857 - 1er août 1935) était un archevêque de la Congrégation de Sainte-Croix, un évêque missionnaire dans les Indes britanniques et aux Philippines.
Il est parent de Nikolaus Bares (de), évêque de Berlin (1934-1935) et confesseur de la bienheureuse Blandine Merten.

## Les premières années
Pierre-Joseph Hurth est né le 30 mars 1857 à Nittel, en province de Rhénanie, royaume de Prusse, village situé au bord de la Moselle, en face du Luxembourg. À l'époque, Nittel se trouvait dans la province du Rhin et aujourd'hui elle appartient à l’État de Rhénanie-Palatinat. Pierre était le plus jeune des trois enfants de Pierre Hurth (1822-1873) et de sa femme, Suzanne Wolf (1816-1894). Au printemps de 1874, trois jours avant son 17e anniversaire, il quitta son pays pour l'Amérique. À Anvers, il embarqua sur le « Switzerland », un bateau à vapeur de la compagnie Red Star Line. Lorsqu'il arriva à New York au matin du 8 mai, un si grand nombre de ses compagnons étaient luxembourgeois au Castle Garden qu'on le prit pour lui-même par erreur pour l'un d'entre eux. Hurth ne se formalisa pas de cette erreur ni de la faute d’orthographe de son nom – « Pierre Hurt ».
Hurth était venu pour poursuivre ses études. Il se rendit donc à sa destination, l'Université Notre-Dame, dans l'Indiana. C'est là aussi qu'il rejoignit la Congrégation de Sainte-Croix (CSC). En tant que frère, il travailla comme professeur de latin et de grec à l’Université. Le 30 mars 1880, il fut ordonné prêtre. Il obtint également ses diplômes universitaires. On ne connait qu’un seul de ses diplômes, celui de théologie, STD, qu’il obtint en 1908, lorsqu’il écrivit un article pour une encyclopédie américaine.

## Président de collèges universitaires
De 1880 à 1884, le père Hurth fut président du Collège universitaire Saint-Joseph (aujourd'hui le College of Mount Saint Joseph ) à Cincinnati, dans l'Ohio. Il quitta cet endroit en tant que citoyen américain, muni d'un nouveau passeport. Il avait été naturalisé le 31 mars 1883. Son passeport révèle les particularités suivantes : il mesurait 1m70, avait les yeux gris, des cheveux blonds, le teint clair, un nez en trompette, une large bouche, un menton rond et un visage rond. À cela s'ajoutera plus tard une caractéristique qui lui était propre, à savoir une barbe bien fournie, en éventail.
La prochaine étape de sa carrière fut Austin, dans le Texas, où il remplit la fonction de président du Collège universitaire Saint-Édouard (aujourd'hui Université Saint Édouard) pendant huit ans, de 1886 à 1894.

## 2eévêque de Dacca
Le 26 juin 1894, le pape Léon XIII le nomma évêque de Dacca, dans les Indes britanniques (aujourd'hui Dacca, au Bangladesh). Il était le deuxième de sa congrégation à occuper ce poste. Il fut sacré évêque le 16 septembre 1894 en la basilique du Sacré-Cœur de l'Université Notre-Dame par l'évêque de Nashville, dans le Tennessee, Joseph Rademacher (en). Il fut assisté par deux autres évêques, Henry Joseph Richter (en) de Grand Rapids, dans le Michigan, et James Schwebach (en) de La Crosse, dans le Wisconsin. Il partit à minuit pour un périple qui le conduirait à New York, à Rome pour une audience avec le Pape et finalement à Dacca.
Les 14 années suivantes à Dacca furent mouvementées pour Peter Hurth. En 1897, trois ans après son arrivée, le diocèse de Dacca subit un violent tremblement de terre ainsi qu'un typhon destructeur. Peter Hurth dut s'atteler à la tâche de la reconstruction complète de son diocèse. Puis il commença à avoir des problèmes de santé et, le 15 février 1909, il démissionna. Le même jour, il fut nommé évêque titulaire d'Eleutherna (de). 
Mais Peter Hurth n'oublia pas l'Inde. En 1911, de retour à Cincinnati, il fut interviewé par un journal local. Quand on l’interrogea au sujet de l’Inde, il dit que "les conditions avaient changé lentement et que ce n’était qu’une question de temps pour que les castes disparaissent et que les mariages d’enfants soient abolis ». Il était à Cincinnati pour le 5e Congrès eucharistique national de l'Église catholique d'Amérique.

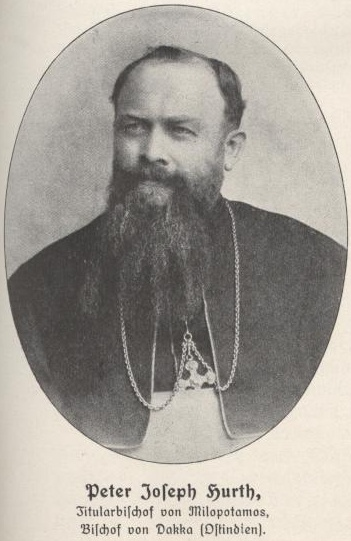
Monseigneur Pierre-Joseph Hurth, un jeune évêque à Dacca

## Évêque de Nueva Segovia
Le 7 janvier 1913, le pape Pie X envoya Peter Hurth aux Philippines comme évêque de Nueva Segovia (de), sur l'île de Luçon, la plus vaste des îles. À Vigan, le siège de son diocèse, Hurth servit encore 13 ans. Mais, comme à Dacca, sa seconde mission ne fut pas calme mais remplie d'incidents. Un journaliste fit remarquer que l'évêque avait « le privilège plutôt triste de diriger le diocèse le plus touché sous la juridiction des États-Unis ». Son siège avait été dévasté par des révolutions, des typhons, des tremblements de terre, des cyclones et ce diocèse ne profitait d'aucune subvention venue d'Europe. Les conditions étaient tellement mauvaises – « la plupart des bâtiments était véritablement en ruines » – qu'au moins dix-neuf paroisses n'avaient plus de locaux pour célébrer leurs messes et loger leurs prêtres. De ce fait Peter Hurth dut donc lancer des appels au secours tous azimuts. C'est l'une des raisons de son voyage aux États-Unis fin 1916 et au début de 1917.

## Les années de retraite
Le 12 novembre 1926, Peter Hurth démissionna. Le même jour, il devint archevêque titulaire de Bostra (de). Deux semaines plus tard, il retourna aux États-Unis à bord d'un bateau de ligne. Après de nombreuses années passées en Inde et aux Philippines, il était habitué au climat tropical. Mais, un samedi, à quelques jours de New York, alors qu'il sortait se promener sur le pont, une rafale d'air froid lui causa un choc cardiaque. On dut le transporter à l'hôpital de New York directement depuis l’embarcadère. Mais il se remit rapidement.
En 1927, Peter Hurth se sentit même assez remis pour se rendre à Helena, dans le Montana, et à San Antonio, au Texas. À Helena, il fut le principal évêque consécrateur de George Joseph Finnigan, c.s.c., qui devint évêque de cette ville. Mais à San Antonio, il était un des observateurs du sacre de Arthur Jerome Drossaerts, premier archevêque de San Antonio.
Malgré ses nombreux voyages dans des contrées lointaines, Peter Hurth n'oublia jamais sa ville natale. Il la visita à deux reprises, en 1898  et en 1910. En 1910, il était à Augsbourg pour la 57e Assemblée générale des catholiques d'Allemagne. De ce fait, il est mentionné dans le programme commémoratif officiel de cette assemblée.
Peter Hurth mourut à Manille aux Philippines, le 1er août 1935. Sa notice nécrologique précise qu'il était également comte pontifical.

## Héritage
Dans son village natal de Nittel, se trouve une plaque commémorative à l'endroit de la maison où il naquit.

## Succession apostolique
Pierre-Joseph Hurth a ordonné les évêques suivants :
- Évêque George Joseph Finnigan (en), C.S.C. (1927)